# Jytte Wittrock
Jytte Gudiksen Wittrock (født 10. oktober 1945 i Skive) er lærer og tidligere folketingsmedlem for Socialdemokratiet.
Jytte Wittrock gik i folkeskole på Vinderup Realskole 1957-62. Senere gik hun på Krabbesholm Højskole 1965-66, inden hun kom på Skive Seminarium 1966-70, hvorfra hun er uddannet folkeskolelærer. Hun var efterfølgende lærer på Halsted-Aunede Centralskole.
Hendes politiske karriere begyndte som socialdemokratisk medlem af Storstrøms Amtsråd fra 1986. Senere blev hun partiets folketingskandidat i Nakskovkredsen fra 1994, og samme år blev hun valgt ind i Folketinget for Storstrøms Amtskreds ved valget 21. september 1994. Hun sad i Folketinget til valget i 2007, hvor hun ikke genopstillede.
Hun var endvidere formand for AOF-Højreby fra 1992 og Socialdemokratiets repræsentant i Arbejdernes Radio- og Fjernsynsforbund fra 1996.